# Panaspis wahlbergi
Panaspis wahlbergi är en ödleart som beskrevs av  Smith 1849. Panaspis wahlbergi ingår i släktet Panaspis och familjen skinkar. Inga underarter finns listade i Catalogue of Life.